# سالم سهيل خميس
سالم سهيل خميس بن زعل الدهماني (1951 - 30 نوفمبر 1971م) يعتبر أول شهيد في تاريخ دولة الإمارات العربية المتحدة. أحد منتسبي شرطة رأس الخيمة المكلّف بحراسة جزيرة طنب الكبرى التابعة لإمارة رأس الخيمة، قُتلَ بأيدي قوات الجيش الإمبراطوري الإيراني خلال الهجوم الذي أدى إلى احتلال جزيرة طنب الكبرى فجر يوم الثلاثاء 30 نوفمبر 1971م (أي قبل قيام دولة الإمارات العربية المتحدة بيومين) وهي جزيرة ضمن ثلاث جزر تم احتلالها من قبل إيران وهم طنب الكبرى وطنب الصغرى وجزيرة أبو موسى، والمتنازع عليها حالياً من قبل دولة الإمارات العربية المتحدة و إيران.

## حياته
ولد بإمارة رأس الخيمة منطقة المنيعي، انضم في البداية إلى فرقة الموسيقى العسكرية في الشارقة، لينتقل بعدها إلى شرطة رأس الخيمة حيث تم تكليفة بحراسة مركز شرطة طنب الكبرى.

## استشهاده

مركز شرطة طنب الكبرى وسارية علم رأس الخيمة (قبل قيام دولة الإمارات العربية المتحدة)

ذكر ملف مركز شرطة الجزيرة أنه في الساعة الخامسة والنصف من صباح يوم الثلاثاء 30 نوفمبر 1971 كان أفراد الشرطة الستة يترأسهم الشرطي الأول سالم سهيل خميس يقفون على أُهبة الاستعداد لأداء تدريبات الصباح المعتادة أثناء ذلك لاحظ الشرطي المكلف بالحراسة وجود مدمرات حربية تدور حول الجزيرة.
كما لاحظ تحليق ثلاث طائرات حربية إيرانية تحوم حول الجزيرة ثم ألقت منشورات فوق المساكن مكتوبة باللغة الفارسية، ثم توجهت في ذلك الوقت زوارق طوربيدية برمائية من طراز هوفر كرافت نحو الشاطئ من كل جانب وصعدت إلى البر على أرض الجزيرة من كل جهه وفي نفس الوقت حامت الطائرات الحربية من نوع فانتوم فوقنا إضافة إلى طائرات الهيلوكوبتر حامله جنود من المظليين وأفرادا من قوات الكوماندوز الشاهنشاهية.
خلال ذلك هبطت طائرة هيلوكيوبتر عسكرية شرقي موقع المركز وعلى مقربة من سارية العلم التي يعلوها علم رأس الخيمة ونزل منها رجل مدني غير مسلح واقترب منا طالباً بالإشارة المسؤول فينا فتقدم الشرطي الأول سالم نحوه يرافقه أحد أفرادنا وفجأه نزل من الطائرة عدد من الضباط والجنود المسلحين الإيرانيين بلباس الميدان شاهرين أسلحتهم الرشاشة وكل منهم يحمل إلى وسطه مجموعة من القنابل اليدوية وعندما أحسَّ مسؤول المركز أن نزول الرجل المدني وتقدمه نحونا ما هو إلّا فخ نصب لنا عندها تراجع وأسرع إلى داخل المركز حيث اتخذنا على الفور مواقعنا الدفاعية، وهنا تحرك اثنان من أفرادنا لتنفيذ خطة لكسر الحصار الذي فرضته القوة الإيرانية المهاجمة من حولنا وأخذا مراكز قتالية هجومية خارج مبنى المركز لرد المعتدين فقد تسلل الإثنان دون أن يُشهرا سلاحهما إلى خارج المبنى وكان الجنود الإيرانيون على بعد حوالي 50 قدما من مبنى مركز الشرطة وفجاه أطلق الإيرانيون الرصاص عليهما فأردوهما جريحين وعندما شاهدنا رفيقينا يسقطان على الأرض جريحين بدأنا بدورنا نطلق الرصاص على القوة المهاجمة فسقط عدد منهم على الأرض برصاصنا واتخذ الباقون مواضع احتماء تقيهم من طلقات بنادقنا وتبيٌن فيما بعد أننا قتلنا قائدهم الذي كان يتوسطهم وضابط آخر إلى جواره إضافة إلى جندي مقاتل كان بقربه ومعهم عدد من الجرحى يزيد عددهم على العشرين.
وبمجرد أن بدأنا إطلاق النار دفاعا عن أنفسنا شاهدنا الغزاه يختفون وقد انسحبوا مهرولين بعيد عن أنظارانا واتخذو لهم مواقع خلف المدرسة الابتدائية التي تقع مقابل مركز الشرطة وهم يطلقون النار باتجاهنا بشكل جنوني استمر تبادل إطلاق النار على المركز وعلى العلم محاولين إسقاطه وعندها خرج الشرطي الأول سالم سهيل خميس زاحفا نحو العلم وحاول الشرطي علي محسن تغطية سالم وتعقب الإيرانيين المتراجعين فخرج وهو يطلق النار بكثافة ولكن رصاص المعتدين تركز عليهما مما أدى إلى استــشهاد سالم سهيل خميس وإصابة علي الذي خرَّ جريحا على عتبة الباب الرئيسي لمركز الشرطة وهدأ إطلاق النار من جانبنا وبقي إطلاق النار من غرفة اللاسلكي حيث كان شرطي اللاسلكي يُجري اتصالا مع قيادة الشرطة برأس الخيمة ويطلق النار من رشاشه على المهاجمين والمعتدين.

## قبره
لقد قُتلَ الشرطي الأول سالم سهيل خميس مسئول المركز، وقبره شاهد تاريخي، وقد كرّمت وزارة الداخلية أسرته، عرفاناً بدفاعه عن جزيرة طنب، إحدى الجزر الإماراتية الثلاث المحتلة من قبل الإيرانيين.

## يوم الشهيد
أمر الشيخ خليفة بن زايد آل نهيان (رحمه الله) رئيس دولة الإمارات العربية المتحدة سابقا بتحديد يوم 30 نوفمبر من كل عام يوماً رسمياً لجميع شهداء الدولة تحت اسم (يوم الشهيد) والذي يصادف يوم استشهاده.